# Valvins
Valvins est une localité transcommunale située dans le département de Seine-et-Marne, en France. Partagée entre les territoires communaux d'Avon et de Samois-sur-Seine, sur la rive gauche de la Seine, elle se prolonge, historiquement, de l'autre côté du fleuve constituant le noyau historique de la commune de Vulaines-sur-Seine. Hameau à l'origine, la localité est davantage considérée comme quartier périphérique de nos jours, à la suite de l'expansion urbaine.

## Géographie

### Localisation
À vol d'oiseau, le hameau se situe à 3 km de l'hôtel de ville d'Avon et à 2,7 km de celui de Samois-sur-Seine.

### Hydrographie
La localité est arrosée par la Seine sur son côté est, qui en constitue la rive gauche.
Des cours d'eau souterrains, ainsi que le ru de Changis durant son existence, se jettent au niveau de Valvins.

### Milieux naturels et biodiversité
Sur les coteaux pierreux, du côté de la forêt de Fontainebleau, on retrouve des concentrations significatives de digitales jaunes.

## Urbanisme

### Voies de communication et transports

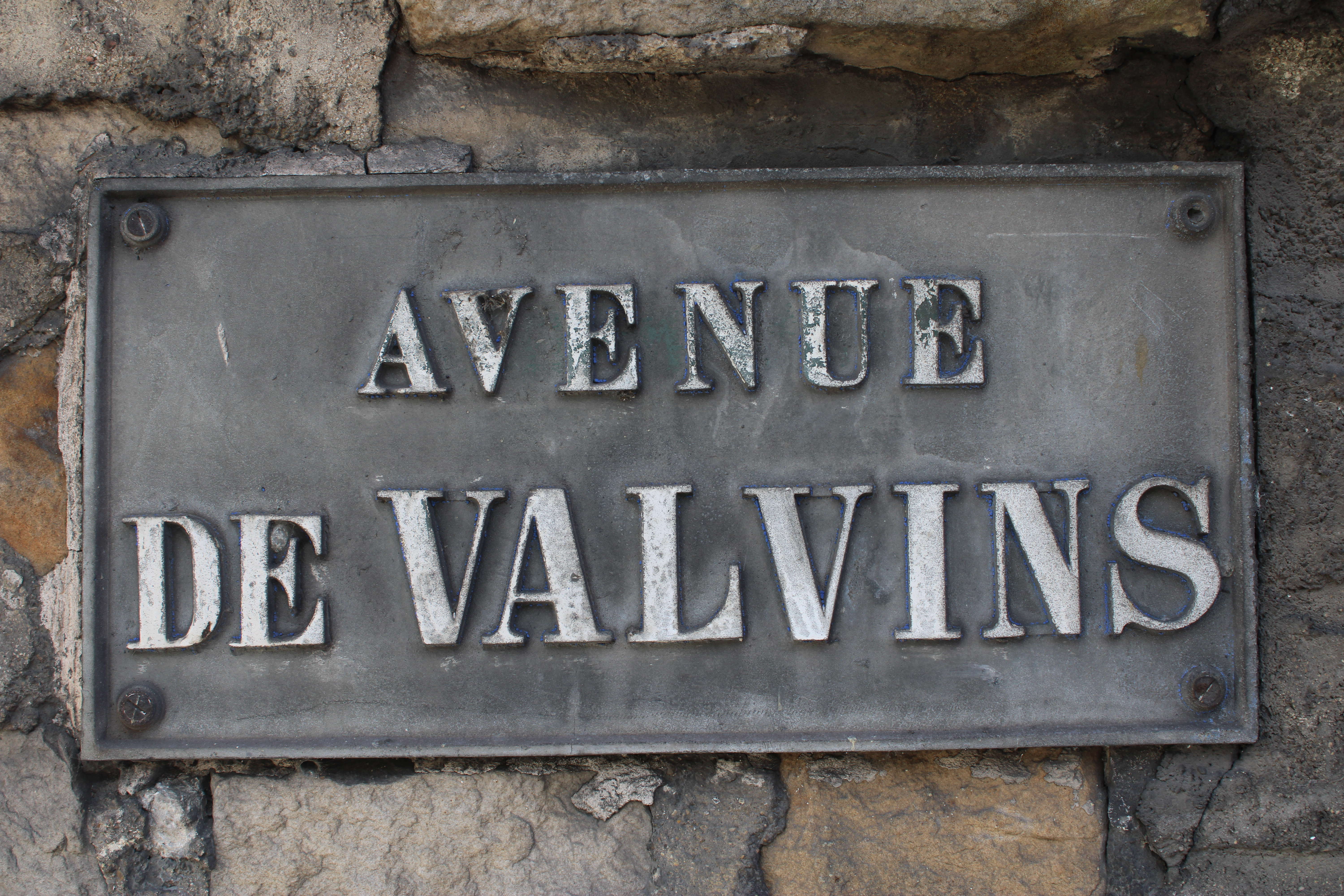
Plaque de rue de l'avenue de Valvins

La localité est parcourue par trois voies principales :
- l'avenue de Valvins, qui longe la localité à l'ouest ;
- la rue du Port-de-Valvins ;
- la rue du Pont-de-Valvins.

Le rond-point de la Liberté s'ajoute à l'avenue de Valvins ; il permet notamment la connexion avec le pont de Valvins qui traverse la Seine.
Les lignes du réseau de bus Fontainebleau - Moret desservent l'arrêt « Laffemas ».

## Histoire

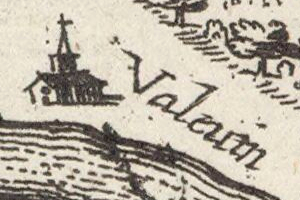
Représentation de la « Valeuin » sur le plan Nouvelle description de la forest royalle de Fontaine Belleau dressé par Jean Boisseau en 1648.

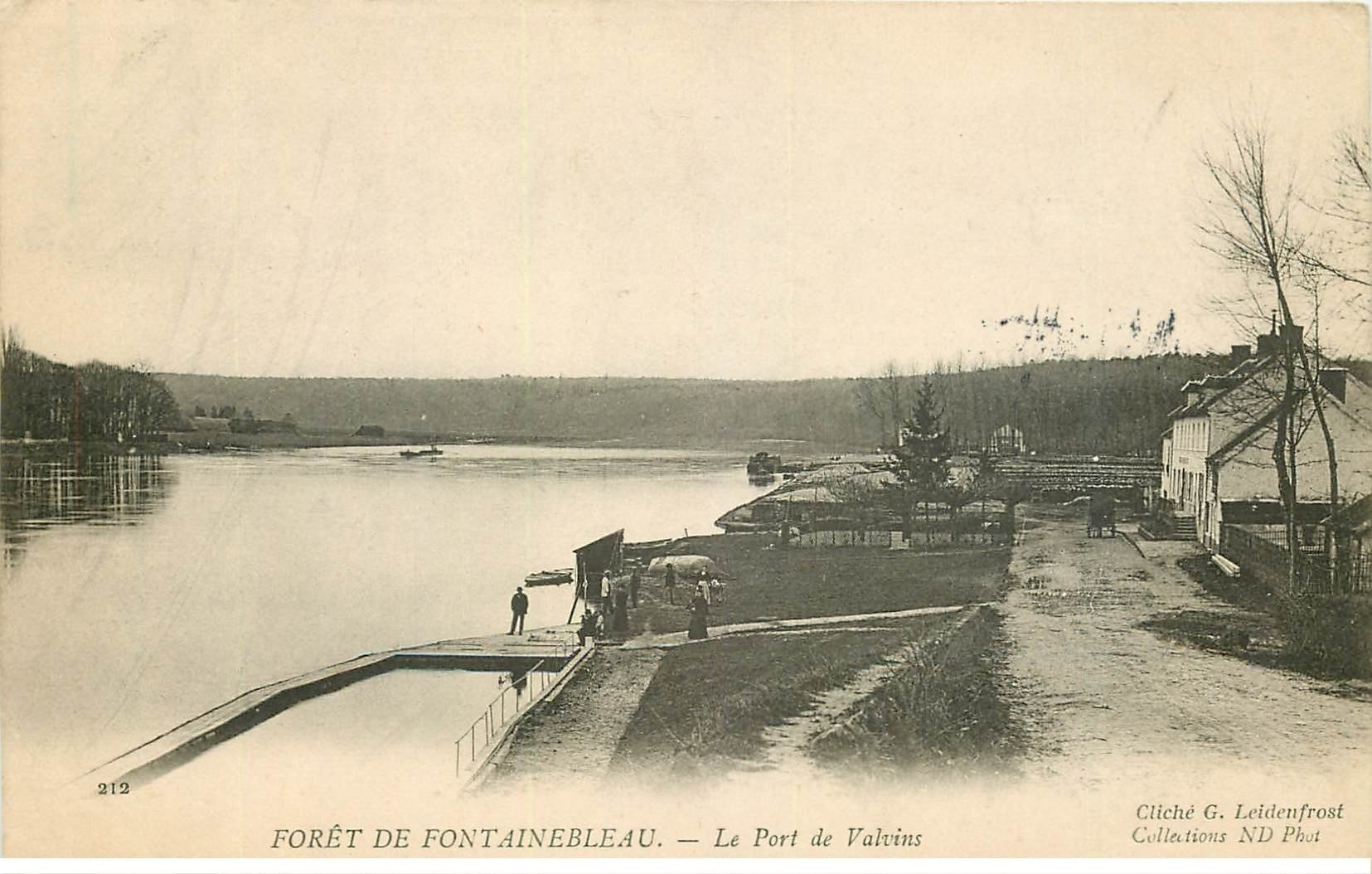
Carte postale représentant Valvins et son port, vers 1904.

On observe à Valvins une activité halieutique : on peut noter par exemple l’organisation, le 11 août 1907, d’un concours de pêche par la Société des carpes de Fontainebleau. Comme l'écrit le quotidien Le Temps : « Il s'était créé, voici trente ans et plus, une aimable colonie de littérature entre le pont de Valvins et le bourg d'Héricy. Le délicieux Stéphane Mallarmé en était le roi. On devisait de symbolisme en face de la futaie grandiose qui s'écroule dans la Seine. »

## Culture locale et patrimoine

### Lieux et monuments

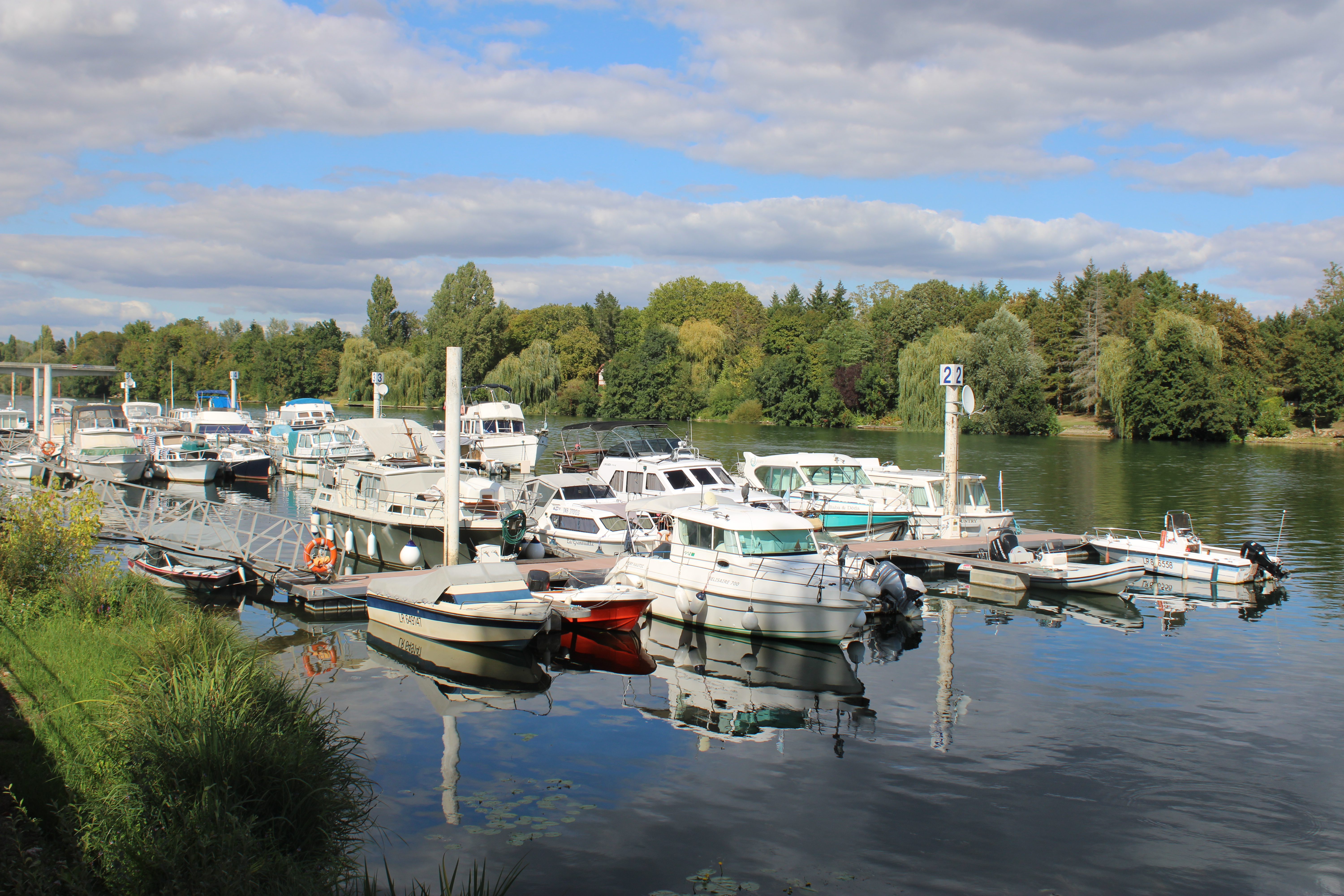
Le port Stéphane-Mallarmé

- le port de plaisance Stéphane-Mallarmé ou port de Valvins, disposé sur le long de la rive
- la station de pompage de Valvins, intégrée à l'Inventaire général du patrimoine culturel, qui permet l'alimentation en eau de la ville de Fontainebleau[7]
- le pont de Valvins entre Samois-sur-Seine, Samoreau et Vulaines-sur-Seine
- la voie de la Liberté qui passe par l'avenue de Valvins et le rond-point de la Liberté et symbolisée par des bornes commémoratives, une le long de l'avenue et une autre sur le rond-point.

### Représentations culturelles

#### Littérature
- 1848 : Le Vicomte de Bragelonne par Alexandre Dumas, cité comme lieu de baignade sur la Seine lors des séjours de Louis XIV à Fontainebleau [lire sur Wikisource]
- 1898 : Valvins par Léon Dierx[8]
- 1919 : Le Printemps tourmenté - Souvenirs littéraires (1881-1896) par Paul Marguerite paru dans Revue des Deux Mondes, tome 51 [lire sur Wikisource]
- 1920 : Valvins dans Album de vers anciens par Paul Valéry [lire sur Wikisource]

#### Correspondances
- 11 septembre 1882 : Lettre de Stéphane Mallarmé à Édouard Manet

« Ici rien de nouveau : je remplis quelques feuilles de papier le matin et glisse en yole ou mouille ma voile au mauvais temps qu’il fait dans l’après-midi. Bref, c’est un Valvins de chaque année, dont je rapporterai suffisamment de force et de fraîcheur d’esprit. »

#### Peinture
- Au bord de la Seine à Valvins par Berthe Morisot, aquarelle[9]. Des personnages apparentés à typage enfantin, sont au bord de la Seine dans laquelle baigne une barque.
- 1901 : La Seine à Valvins par Félix Vallotton, huile sur carton[10]
- 1904 : Les bords de Seine, à Valvins par Charles Wislin, huile sur panneau[11]